# 村山千夏 (インフルエンサー)
村山 千夏（むらやま ちなつ、2005年7月14日 - ）は、神奈川県出身のインフルエンサー、女優。

## 経歴
2022年、ミス・ティーン・ジャパンファイナリストに選出される。
2023年3月15日から19日にかけ上映された舞台「ゲートシティの恋」で女優デビュー。

## 人物
- 趣味は走ること、映画鑑賞。
- 特技は日本健康マスター検定、秘書検定、 サステナ経営検定、 色彩検定、 ユニバーサルマナー検定、 化粧品検定、 ヨガ、ピラティス、茶道。[3]
- 好きな食べ物はラーメン、餃子。

## 出演

### 舞台
- ゲートシティの恋（2023年3月15日~19日、下北沢「劇」小劇場：脚本 長谷賢治/林さとみ、音楽プロデュース 諸橋邦行、企画・演出 山本和夫）- CITYチーム 主演・成宮輝人 役[4][2]
- 清らかな水のように～私たちの1945（2025年8月9~12日、武蔵野演芸劇場：原案 神楽坂淳、脚本 千葉美鈴、演出 山本和夫）- ハイビスカスチーム 主演・新藤ありさ 役[5]

### 映画
- ＃ミトヤマネ（2023年8月25日公開）

### ミュージックビデオ
- 我生「離さないでよね」（2024年7月27日公開）[6]

### ラジオ
- TBSラジオ「スナックSDGs」（2023年8月12日・19日）[7][8][9][10][11][12]

- TBSラジオ「スナックSDGs」（2024年3月9日・16日）[13][14][15][16][17][18]

### SNSドラマ
- 四谷学院「今日も僕らの放課後は。」（2023年12月20日公開）[19][20]

### 短編映画
- スキマシネマ(TikTok)「ずっとも」（2023年8月13日公開、TOKYO青春映画祭2024超ショートショート部門に選出）[21]
- 佐野岳ch#れっつごーばななーず(TikTok)「FF外から失礼します」（2023年9月2日公開）[22]

### CM・広告・モデル
- ブレーンバンク「四谷学院」 2024年WebCM[23][24][25][26][27][28]

- WWFジャパン 「PANDA SHOP」 - モデル[29][30][31]
- マルイグループ「tsumiki証券」イメージキャラクター[32][33][34]
- マルイグループ「迷ったらtsumiki証券！」CM INDEX掲載（2024年10月11日～2024年11月16日）[35]
- 花王「エッセンシャル」WebCM[36][37]
- ブレーンバンク「四谷学院」 2025年WebCM[38]

### イベント
- WWFジャパン「EARTH HOUR 2024 ～電気を消して、地球を想うひと時を〜」（2024年3月24日）[39][40][41]
- tsumiki証券 「タレント村山千夏さんと学ぶおカネのセミナー」（2024年8月18日）[42]
- tsumiki証券トークイベント「TIME ≠ MONEY〜すきを応援〜お金のことを忘れて、すきなコトに時間を集中しよう」（2024年12月21日）[43][44]
- tsumiki証券トークイベント「『好き』を楽しむための、おかねの育て方」（2025年1月13日）[45]
- tsumiki証券トークイベント「TIME ≠ MONEY ～好きを応援～お金のことは忘れて、好きなコトに時間を集中しよう！第2回」（2025年1月25日）[46][47]
- tsumiki証券トークイベント「TIME ≠ MONEY ～好きを応援～お金のことは忘れて、好きなコトに時間を集中しよう！第3回」（2025年2月15日）[48][49]
- tsumiki証券トークイベント「TIME ≠ MONEY ～好きを応援～お金のことは忘れて、好きなコトに時間を集中しよう！第4回」（2025年3月22日）[50][51]
- WWFジャパン「EARTH HOUR 2025 インスタライブ」（2025年3月22日）[52][53]
- tsumiki証券トークイベント「TIME ≠ MONEY ～好きを応援～お金のことは忘れて、好きなコトに時間を集中しよう！第5回」（2025年5月24日）[54][55]
- tsumiki証券トークイベント「TIME ≠ MONEY ～好きを応援～お金のことは忘れて、好きなコトに時間を集中しよう！第6回」（2025年7月12日）[56]

### 映像教材
- 教育図書「なぜ私が食中毒に!? ～暮らしの中の危険～」[57]

## 書籍・WEB記事

### 雑誌
- 週プレ2023年5月22日号No.21[58]

### WEB記事
- 「2022ミスティーン・ジャパン」ファイナリストの17歳・村山千夏「特技披露では滑舌練習の"外郎売"を腹筋しながら早口でやりました」【seju美少女①】[59]

- 『ポラリス　ヒロインたちの肖像』モデル　村山千夏－前編[60]

- 『ポラリス　ヒロインたちの肖像』モデル　村山千夏－後編[61]

- 「HEP FIVEのおしゃれウェブマガジン」いつでも推しと一緒に過ごしたい♡推し活マストハブな便利グッズ12選！[62]

- 「HEP FIVEのおしゃれウェブマガジン」春夏はヘルシーな肌見せファッションで、おニューなワタシにレベルUP✨[63]

- 「logirl ローガル」 村山千夏（Daily logirl #115）[64]
- 【エコなスマホケース】人と社会に役立つ人になりたい｜村山千夏のサステナブック[65]

- PR TIMES「tsumiki証券が芸能事務所「seju」と共創、将来世代の資産形成を応援！村山 千夏さんとコラボレーション」[66]

- 毎日新聞「tsumiki証券が芸能事務所「seju」と共創、将来世代の資産形成を応援！（PR TIMES）」[67]
- ニコニコニュース「tsumiki証券が芸能事務所「seju」と共創、将来世代の資産形成を応援！（PR TIMES）」[68]
- 日本経済新聞「tsumiki証券が芸能事務所「seju」と共創、将来世代の資産形成を応援！［丸井グループ］（PR TIMES）」[69]
- 丸井グループ｜この指とーまれ！「若者のお金の不安とは？」タレントの村山千夏さんにインタビュー！」[70]

## 作品

### デジタル写真集
- ポラリス 村山千夏[71][72]（2023年3月21日、集英社）
- 日曜日のseju 村山千夏01[73][74]（2025年7月13日、ヤンマガWeb）
- 日曜日のseju 村山千夏02[75][76]（2025年7月20日、ヤンマガWeb）